# Драга

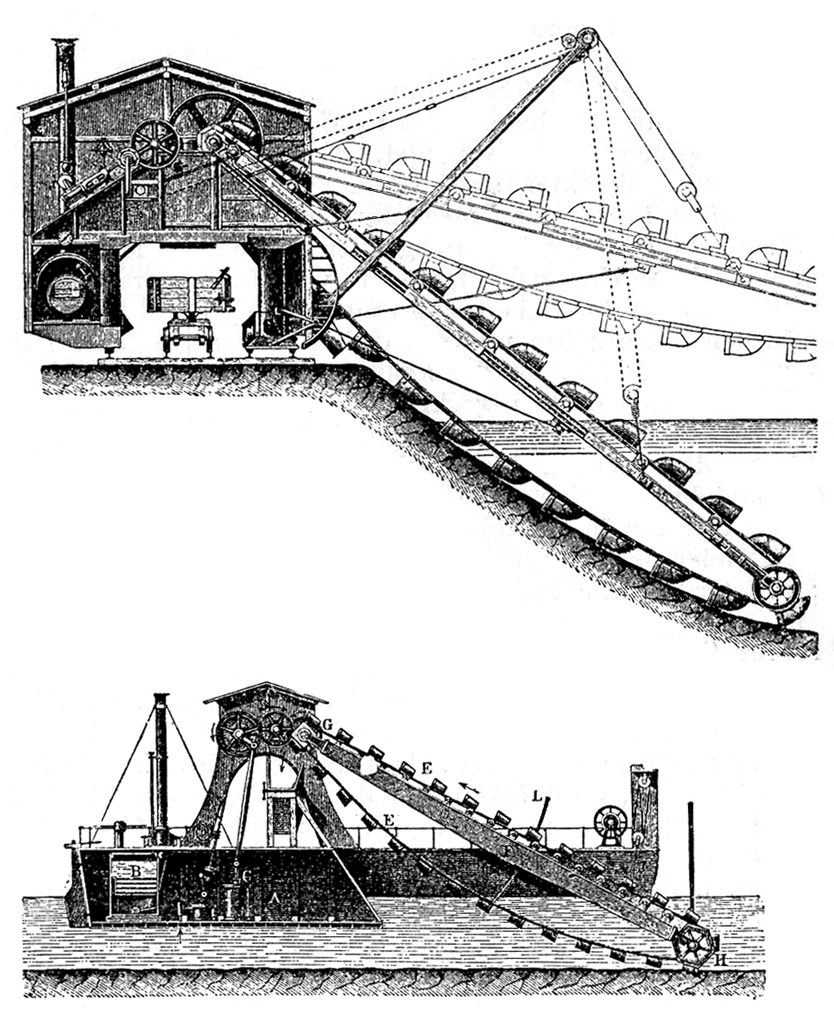
Принцип работы драги

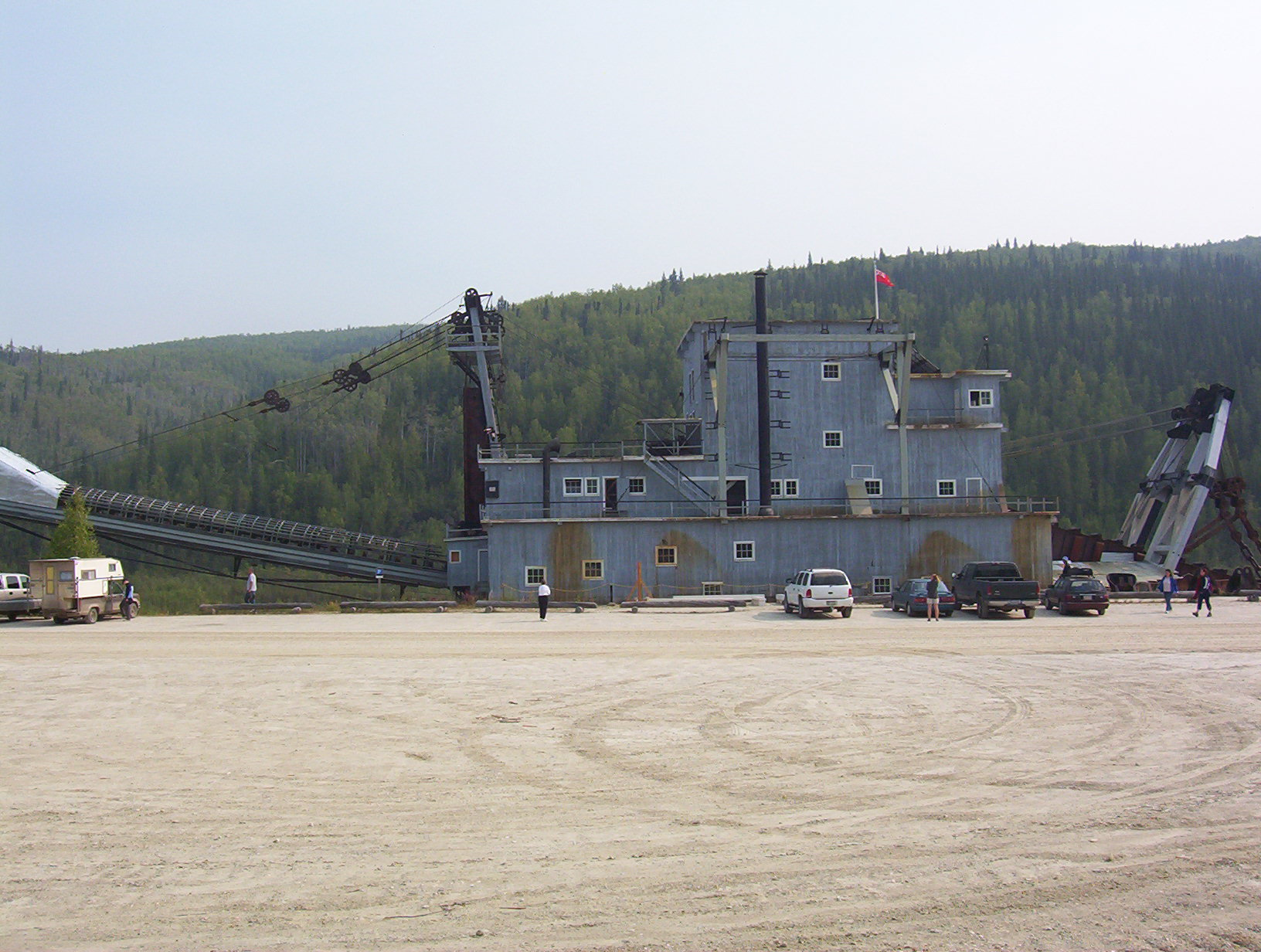
Драга в Канаде

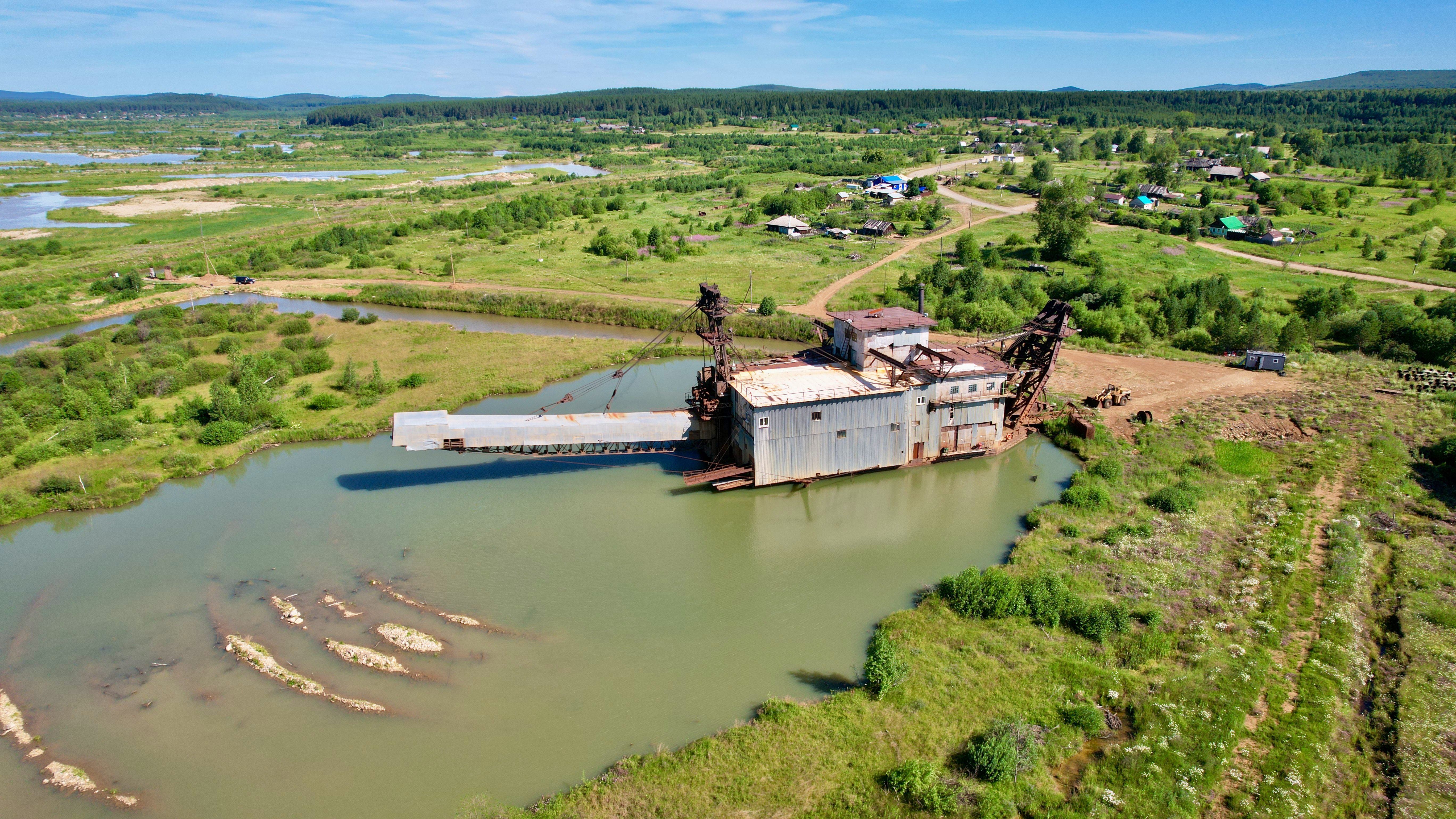
Драга на реке Ис

Дра́га — комплексно-механизированный горно-обогатительный агрегат, работающий по принципу многоковшового цепного экскаватора, установленный на плавучую платформу. Имеет многочерпаковый рабочий орган для подводной разработки. Используется для разработки россыпей, извлечения из них ценных минералов (чаще всего — золота, серебра) и укладки пустой породы в отвал.
В России драги широко применяются на россыпных золотых приисках Урала, Восточной Сибири и Дальнего Востока. Единично драги применяются также для добычи алмазов (Драга № 201, эксплуатируемая в «Алроса») и даже для добычи гравия (на Бийском гравийно-песчаном карьере). В последнем случае технологический процесс работы драги несколько отличается от работы на россыпях тем, что поднятая и промытая драгой порода не сбрасывается обратно в карьер, а подаётся на берег.